# Retreat (TV-serie)
Retreat är en amerikansk mysterieserie från 2023. Serien är skapad av Brit Marling och Zal Batmanglij, som har regisserat serien. Marling och Batmanglij har även skrivit seriens manus tillsammans med Cherie Dimaline. Första säsongen hade premiär på Hulu den 14 november 2023 och består av sju avsnitt.

## Handling
Serien kretsar kring en amatördetektiv vid namn Darby Hart (Emma Corrin), som blir inbjuden till en avlägsen plats av en miljardär (Clive Owen). Elva andra personer har också blivit inbjudna. När en gäst hittas död är det upp till Hart att bevisa att det rör sig om ett mord.

## Rollista (i urval)
- Emma Corrin – Darby Hart
- Brit Marling – Lee
- Clive Owen – Andy
- Harris Dickinson – Bill
- Alice Braga – Sian
- Jermaine Fowler – Martin
- Joan Chen – Lu Mei
- Raúl Esparza – David
- Edoardo Ballerini – Ray
- Pegah Ferydoni – Ziba
- Ryan J. Haddad – Oliver
- Javed Khan – Rohan